# Tijeras (Nuevo México)
Tijeras es una villa ubicada en el condado de Bernalillo en el estado estadounidense de Nuevo México. En el Censo de 2010 tenía una población de 541 habitantes y una densidad poblacional de 180,85 personas por km².

## Geografía
Tijeras se encuentra ubicada en las coordenadas 35°5′20″N 106°22′33″O / 35.08889, -106.37583. Según la Oficina del Censo de los Estados Unidos, Tijeras tiene una superficie total de 2.99 km², de la cual 2.98 km² corresponden a tierra firme y (0.52%) 0.02 km² es agua.

## Demografía
Según el censo de 2010, había 541 personas residiendo en Tijeras. La densidad de población era de 180,85 hab./km². De los 541 habitantes, Tijeras estaba compuesto por el 75.79% blancos, el 0.74% eran afroamericanos, el 1.48% eran amerindios, el 0.37% eran asiáticos, el 0% eran isleños del Pacífico, el 18.3% eran de otras razas y el 3.33% pertenecían a dos o más razas. Del total de la población el 50.65% eran hispanos o latinos de cualquier raza.